# Акшонов, Виктор Семёнович
Ви́ктор Семёнович Акшо́нов (1 января 1962, Изыхские Копи — 11 июня 2016, Санкт-Петербург) — советский боксёр, представитель тяжёлой весовой категории. Выступал на всесоюзном уровне в середине 1980-х — начале 1990-х годов, двукратный чемпион СССР, трёхкратный обладатель Кубка СССР, бронзовый призёр Игр доброй воли в Сиэтле (1990), мастер спорта СССР международного класса.

## Биография
Родился 1 января 1962 года в посёлке Изыхские Копи Алтайского района Хакасии.
С 1969 года учился в местной общеобразовательной школе, затем в период 1977—1979 годов был учеником школы № 1 в райцентре Белый Яр. Отсюда он ушел на действительную службу, которая проходила в спортроте Тихоокеанского Флота. Отслужив, переехал на постоянное жительство в Киргизскую ССР и, серьёзно занявшись боксом, на соревнованиях представлял город Фрунзе, являясь в это время студентом Фрунзенского института физкультуры.
Первого серьёзного успеха на всесоюзном уровне добился в сезоне 1983 года, когда принял участие в летней Спартакиаде народов СССР в Москве и привёз оттуда бронзовую медаль, выигранную в тяжёлой весовой категории. Два года спустя на всесоюзном первенстве в Ереване вновь был бронзовым призёром в тяжёлом весе. На чемпионате СССР в Ташкенте (1988) представлял уже Донецк, победил всех своих соперников, в том числе в финале Евгения Судакова, и завоевал звание чемпиона Советского Союза. В следующем сезоне на соревнованиях во Фрунзе вновь встретился в решающем поединке с Судаковым и на этот раз уступил ему, получив в итоге серебряную медаль. В Донецке тренировался у заслуженного тренера СССР Александра Михайловича Котова.
В 1990 году на первенстве СССР в Луцке вернул себе чемпионское звание. Благодаря череде удачных выступлений он вошёл в основной состав советской национальной сборной и выступил на Играх доброй воли в Сиэтле (1990), где завоевал бронзу в тяжёлом весе. В 1991 году стал бронзовым призёром на первенстве страны в Казани, затем выиграл серебряную медаль на Спартакиаде народов СССР в Минске. Пытался пройти отбор на летние Олимпийские игры в Барселоне (1992), однако на отборочном чемпионате СНГ проиграл своему давнему сопернику Евгению Судакову. За свои спортивные достижения был удостоен почётного звания «Мастер спорта СССР международного класса».
После распада Советского Союза проживал на Украине, в Донецке. В начале 2000-х годов занимал должность директора донецкого спортивного клуба ИСД.
Похоронен на родине в Абакане.